# Баумила, Вайдас
Вайдас Якоб Баумила (лит. Vaidas Jacob Baumila, родился 28 марта 1987 в Вильнюсе) — литовский певец и актёр, участник Конкурса песни Евровидение 2015 года в дуэте с Моникой Линките.

## Биография
Популярность к Вайдасу пришла в 2006 году после участия в шоу Dangus на литовском телеканале TV3. Пытался пройти отбор на Евровидение в 2014 году, но в финале национального конкурса занял 3-е место. В 2015 году прошёл успешно отбор с Моникой Линките.
На конкурсе песни Евровидение 2015 года пара вышла в финал с песней «This Time». Пара заняла 18-е место.

## Дискография
- Ką tu mėgsti? (2006)
- Išklausyk (2007)
- Iš naujo (2015)

## Фильмография
| Год  | Фильм             | Роль  | Примечания |
| ---- | ----------------- | ----- | ---------- |
| 2014 | Valentinas už 2rų | камео | [ 4 ]      |